# بندق البرازيل
بندق البرازيل أو البَرَازِيلِيَة أو البندق البرازيلي أو جوز البرازيل (بالإنجليزية: Brazil nut)‏ (الاسم العملي: Bertholletia excelsa) شجرة حرجية من فصيلة القرنيات العندميات. مهدها بعض المناطق الحارة من العالمين القديم والجديد. أوراقها مركبة شعفية التجميع. ازهرارها تاجي عنقودي. أزهارها خماسية البتلات مختلفة الألوان، ثمارها بطيخية الشكل متوسطة القد يستخرج منها نحو 65% من الزيت الصالح للاستعمال المنزلي في أول عهده إلى أن يصبح حرّيفاً فيستعمل في صناعة الصابون. أخشابها فاخرة الصنف ناعمة الرقعة جؤوية اللون شديدة الصلابة. يقول المؤرخون إن البرتغاليين عندما أطلقوا اسم برازيل عام 1509 على البلاد الأمريكية المعروفة الآن بهذا الاسم كان الداعي لذلك كثرة أحراج شجرة البرازيلية في تلك البلاد.

## الرتبة
تعتبر فصيلة بندق البرازيل من رتبة الخلنجيات (Ericales)، مثل النباتات المعروفة الأخرى مثل: التوت والتوت البري وسبوتة والطبرخي والشاي وفاكهة الكيوي وقبس والقاقي.

## شجرة بندق البرازيل
تعد شجرة بندق البرازيل هي النوع الوحيد في جنسها. يعود أصلها إلى جوياناس وفنزويلاوالبرازيلوشرق كولومبيا وشرق بيرو وشرق بوليفيا. تظهر في أشجارٍ متفرقة في الغابات الكبيرة على ضفاف الأمازون نيغرو وتاباجوس وأورينوكو. سمي الجنس على اسم الكيميائي الفرنسي كلود لويس برتولي.
شجرة بندق البرازيل هي شجرة كبيرة، يصل طولها إلى نحو 50 متر (160 قدم) طولاً وقطرها يتراوح بين 1 إلى 2 متر (3.3 إلى 6.6 قدم) مما يجعلها من أكبر الأشجار في غابات الأمازون المطيرة وقد تعيش لمدة 500 عام أو أكثر، ووفقًا لبعض الهيئات، فقد يبلغ عمرها نحو 1000 عامٍ في الغالب. يظهر الجزع مستقيمًا ويكون في الغالب بدون فروع لما بعد نصف ارتفاع الشجرة، مع أكاليل نامية من الأفرع الطويلة فوق الظلة المحيطة للأشجار الأخرى.
يتسم اللحاء بالنعومة واللون الرمادي. كما تتسم الأوراق بكونها متساقطة في موسم الجفاف ومتبادلة الاتساق ولها فائدة طبية، كلها أو حوافها المحززة، ومستطيلة الشكل، ويبلغ طولها 20–35 سنتيمتر (7.9–13.8 بوصة) وعرضها 10–15 سنتيمتر (3.9–5.9 بوصة). وتتسم الأزهار بصغر الحجم وتتمتع بلونٍ أبيض مخضر، على شكل عنقود زهري ويبلغ طولها 5–10 سنتيمتر (2.0–3.9 بوصة)؛ تحتوي كل زهرة على كأس مكون من جزأين وست بتلات غير متساوية باللون الكريمي وأسدية متعددة متحدة في تكتل عريض يشبه القلنسوة.

## التناسل
تنتج أشجار بندق البرازيلة الثمار بوجهٍ خاص في الغابات العزرية، حيث تفتقر الغابات التي تدخل فيها الإنسان إلى وجود النحل كبير الحجم من جنس نحل طنان ونحل مركزي وEpicharis ويولاما ونحل نجار وهي الوحيدة القادرة على لقاح أزهار الشجرة. يتم جني شجر بندق البرازيل من المزارع لكن الإنتاج منخفض وهي الآن غير عملية من الناحية الاقتصادية.

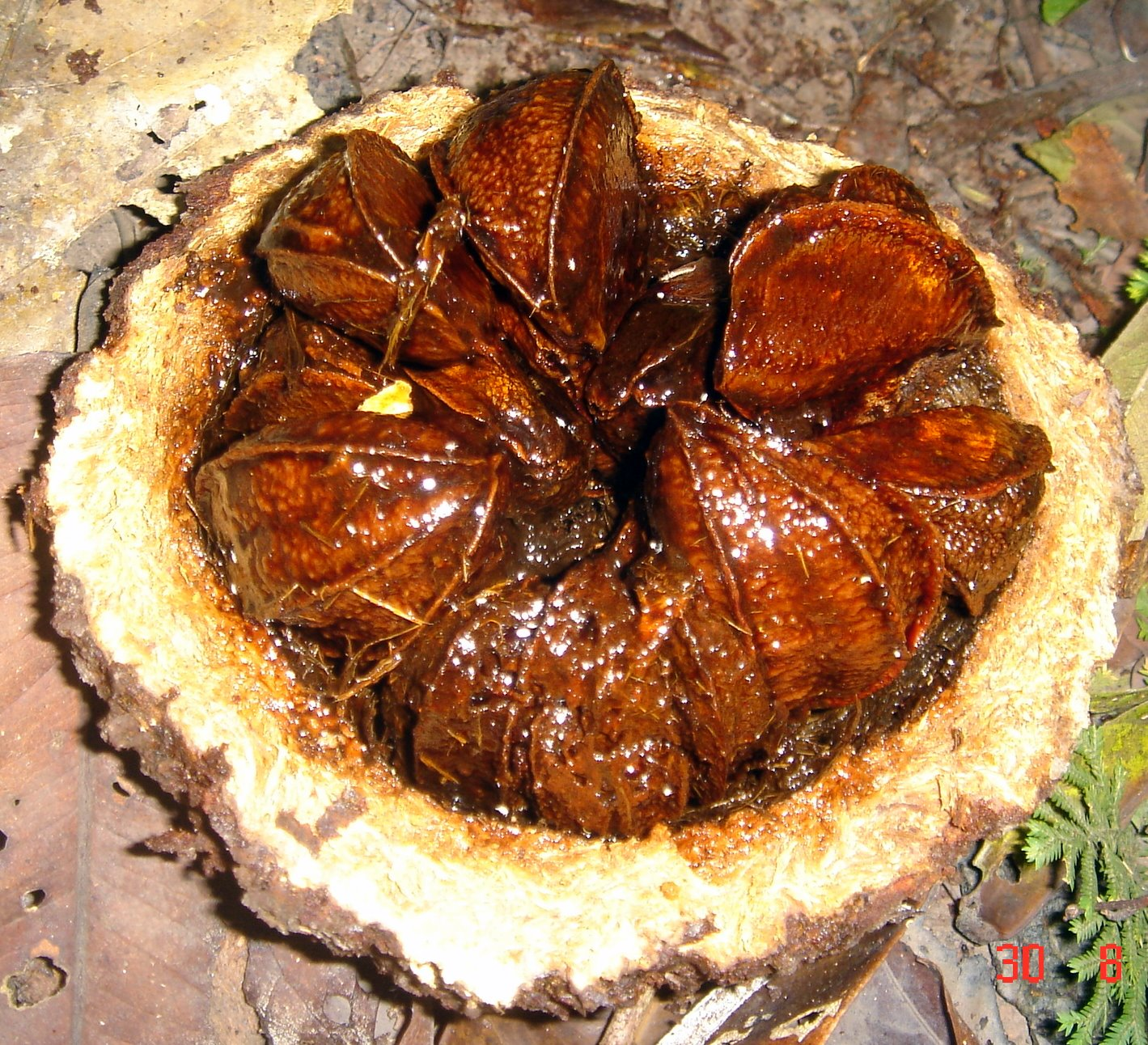
ثمرة بندق البرازيل المقطوفة حديثًا

تحتوي الأزهار الصفراء لشجرة بندق البرازيل على رحيق حلو المذاق ويمكن لقاحه فقط بواسطة حشرة قوية بما يكفي لرفع الغطاء الملفوف على الزهرة وبلسانٍ طويل بما يكفي للتغلب على الزهرة الملفوفة المعقدة. لهذا السبب، يعتمد إعادة إنتاج بندق البرازيل على وجود نبات السحلب (Coryanthes vasquezii)، والذي لا ينمو على شجر بندق البرازيل نفسه. تنتج نباتات السحلب رائحة تجتذب نحل السحلب الصغير للذكر طويل اللسان فصيلة (Euglossa)، حيث يحتاج ذكر النحل هذه الرائحة لجذب الإناث. وتعمل الإناث كبيرة الحجم طويلة اللسان من نحل السحلب على تلقيح شجرة بندق البرازيل. وبدون نبات السحلب، لا يتزاوج النحل، وبناءً على ذلك، فإن نقص النحل يعني عدم تلقيح الثمرة.
تستغرق الثمرة نحو 14 شهرًا للنضج بعد تلقيح الأزهار. كما أن الثمرة نفسها كبسولة كبيرة قطرها 10–15 سنتيمتر (3.9–5.9 بوصة) تماثل الغلاف الداخلي لثمرة جوز الهند في الحجم وتزن نحو 2 كيلوغرام (4.4 رطل). وتتميز الثمرة بدرع خشبي صلد بسمك 8–12 مليمتر (0.31–0.47 بوصة)، والذي يحتوي على 8 إلى 24 بذرة مثلثة الشكل بطول 4–5 سنتيمتر (1.6–2.0 بوصة) («أشجار بندق البرازيل») مكدسة مثل قطع البرتقال.
تحتوي الكبسولة على ثقب صغير من طرف واحد، والذي يمكن القوارض الكبيرة مثل أغوطي لقرضها وفتحها. وتأكل بعضًا من الجوز في الداخل بينما تقوم بدفن القطع الأخرى لاستخدامها فيما بعد؛ وبعضها قادر على النمو إلى أشجار جوز برازيلي جديدة. وتقوم قوارض الأجوتي «بزرع» أغلب البذور في أماكن مظللة، وقد يتعين على الشجيرات الصغيرة أن تنتظر لأعوام، في حالة من السُبات، لتتساقط أوراق الشجرة ويصل ضوء الشمس إليها. وقد تبدأ حينها في النمو مجددًا. تم تقديم تقارير تبين قدرة قرود كبوشاوات على فتح بندق البرازيل باستخدام حجر مثل السندان.

## التسمية

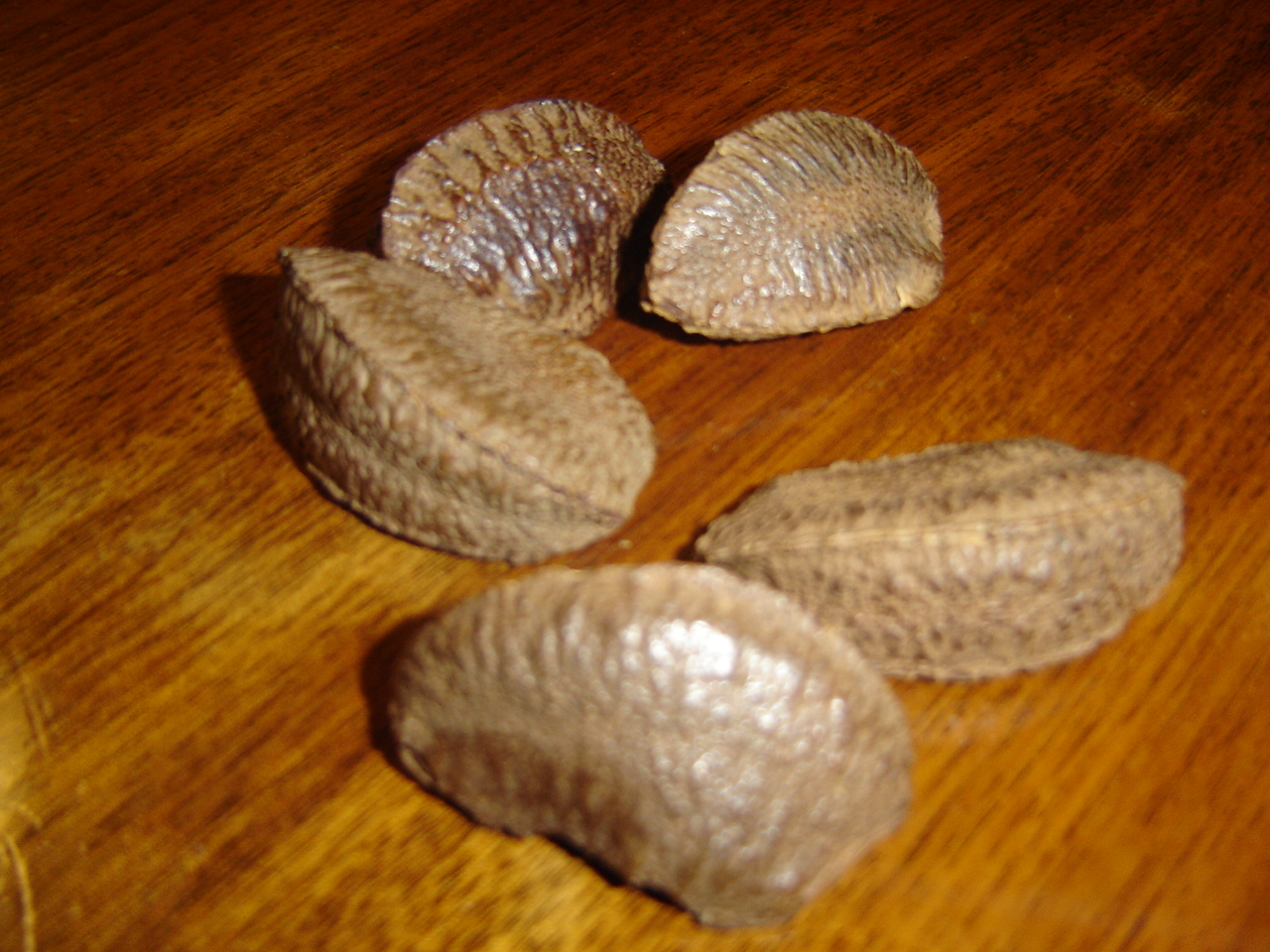
بذور شجرة بندق البرازيل

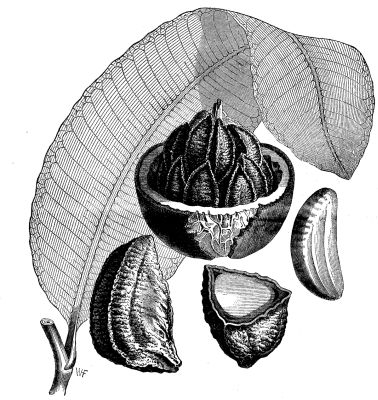
صورة للبندق البرازيل في الملحق الأمريكي العلمي (Scientific American Supplement) ، رقم 598، 18 يونيو 1887

على الرغم من دلالات الاسم، فإن أكبر مصدر للبندق البرازيل ليس البرازيل بل بوليفيا حيث يطلق عليه اسم المندراس (almendras). يُطلق على هذا الجوز في البرازيل «كستنهاس دو بارا» (ومعناها «جوز بارة»)، لكن أكرى تطلق عليها «كستنهاس دو أكرى» (castanhas-do-Acre) بدلاً من ذلك. الأصلية تضمنون جوفيا (juvia) في منطقة أورينوكو (Orinoco) وسابوشيا (sapucaia) في بقية البرازيل.
على الرغم من تسميته بندق البرازيل، فإن في مصطلحات علم النبات هي بذور من ثمرة هذه الشجرة؛ الجوزة هي ثمرة لها درع قاسٍ لا تتشقق عند النضج.
يُعرف بندق البرازيل أحيانًا بمسميات قبيحة«أصابع الزنجي». يمكن مشاهدتها وهي تباع في أحد الأسواق بهذه الأسماء في مشهد من فيلم ستان لوريل (Stan Laurel) عام 1922 الحشرة (The Pest). بينما لا تزال الأجيال المتقدمة تستخدمه، فإن استخدامها الآن ممنوع على نطاق واسع في الكثير من الأماكن، لاسيما بين الشباب.

## إنتاج الجوز
يتم جني حوالي 20000 طن من بندق البرازيل سنويًا، وتستأثر بوليفيا بنحو 50% والبرازيل نحو 40% وبيرو نحو 10% (يقدر بنحو 2000 طن). في عام 1980، وصل الناتج السنوي نحو 40000 طن سنويًا، من البرازيل بمفردها، وفي 1970، قامت البرازيل بجني نحو 104487 طنًا من الجوز كما ذكر في التقرير.

### تأثيرات جني المحصول
أتى بندق البرازيل من أجل التجارة الدولية من عمليات الجمع البري بالكامل بدلاً من المزارع. لقد تم تعزيز هذا الأمر كنموذج يحتذى به لتوليد الدخل من غابات استوائية بدون إتلافها. ويقوم العمال المهاجرون بجمع الجوز والمعروف باسم الكستناء.
يظهر تحليل أعمار الأشجار في المناطق التي تم جنيها أن الجمع المعتدل والمكثف يتناول الكثير من البذور غير الكافية والتي تركت لتحل محل الأشجار القديمة حيث تموت. كما تتميز المناطق التي يقل فيها أنشطة الجني بوجود أشجار شابة عديدة، بينما يوجد بالكاد أشجار شابة في المناطق كثيفة الجمع.
وقد تم إجراء اختبارات إحصائية لتحديد العوامل البيئية التي ربما تساهم في نقص الأشجار الشابة. وقد تبين أن التأثير الأكثر اتساقًا هو مستوى نشاط الجمع في موقع معين. طراز الكمبيوتر يتنبأ بحجم الأشجار حيث قام الناس بجمع كل ثمار الجوز التي تطابق بيانات حجم الشجرة التي تم جمعها من مواقع طبيعية تعرضت لعملية جنيٍ شديدة.

## الاستخدامات

### التغذية

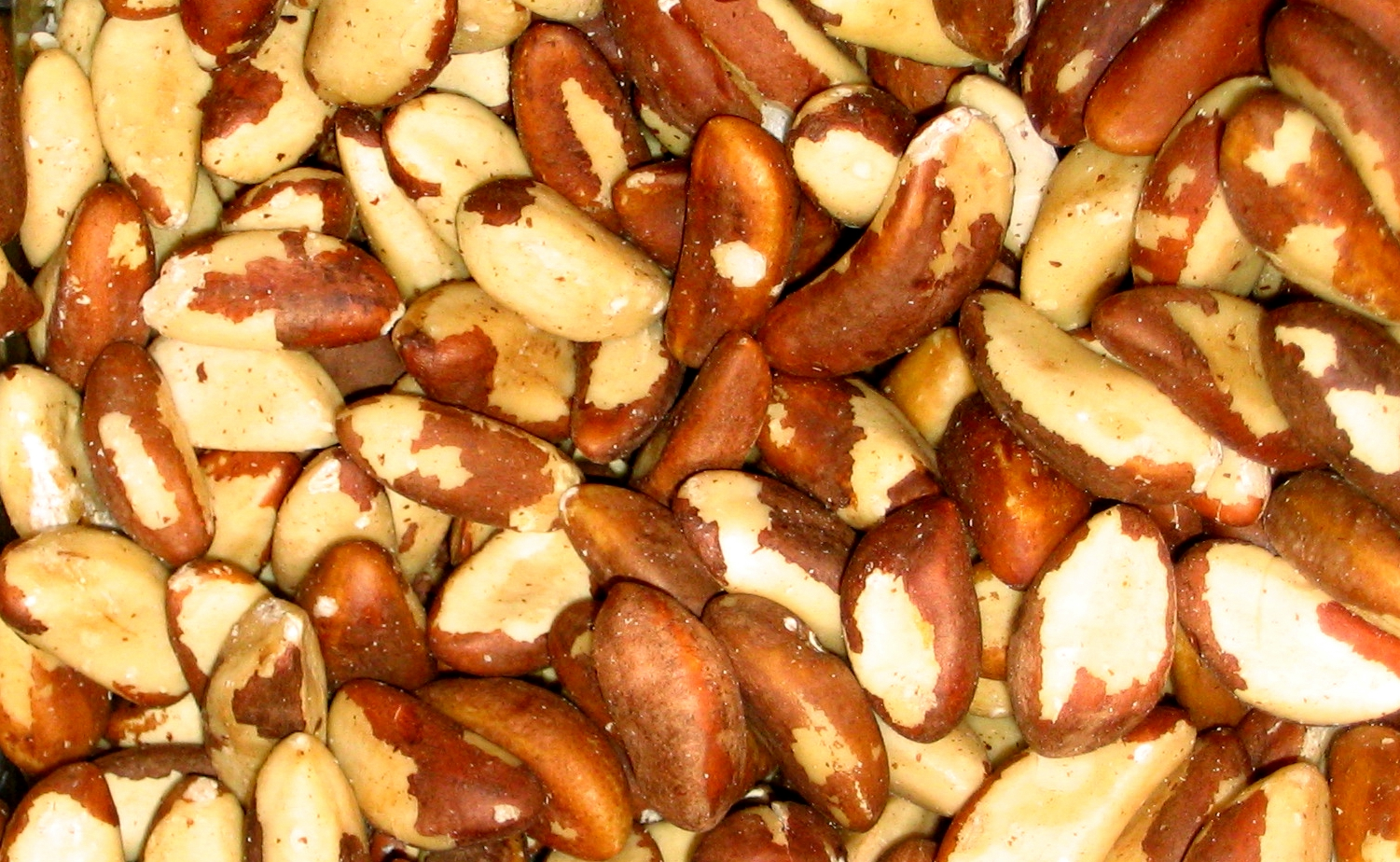
بندق البرازيل بعد نزع القشرة الصلبة

يحتوي بندق البرازيل على 18% بروتين و13% كربوهيدرات و69% دهون حسب الوزن و91% من السعرات الحرارية تأتي من الدهون. معدل تحلل الدهون هو 25% تقريبًا مشبعة و41% أحادية غير مشبعة و34% عديدة غير مشبعة. ونظرًا للمكونات ذات الدهون العديدة غير المشبعة، أحماض دهنية أوميجا 6 بشكل أساسي، سيصبح بندق البرازيل ذو القشرة الصلبة عطنًا قريبًا. 
وبشكل طبيعي، يعتبر بندق البرازيل مصدرًا جيدًا لبعض الفيتامينات والمعادن. يحتوي كأس واحد (133 جرامًا) من بندق البرازيل على فيتامينات الثيامين (0.8 ملجم - 55% قيمة يومية) وفيتامين إي (7.6 ملجم - 38% قيمة يومية)؛ كالسيوم معدني (213 ملجم - 21% قيمة يومية) وماغنيسيوم (500 ملجم - 125% قيمة يومية) وفسفور (946 ملجم - 96% قيمة يومية) ونحاس (2.3 ملجم - 116% قيمة يومية) ومنجنيز (1.6 ملجم - 81%). ربما يعتبر بندق البرازيل من أغنى المصادر الغذائية للسيلينيوم؛ حيث تحتوي أونصة واحدة على ما يعادل 10 مرات من الكميات الغذائية المسموح بها في الولايات المتحدة (USRDA) الكميات الغذائية المسموح بها)، أكثر من المستوى الأعلى للكميات الغذائية المسموح بها (UL)، على الرغم من مقدار السيلينيوم داخل مجموعات الجوز تتنوع بشكلٍ كبير.
يقترح البحث الحالي أن كمية السيلينيوم الصحيحة ترتبط بخطر منخفض لكل من سرطان الثدي ووسرطان الموثة. وقد أدى هذا إلى توصية بعض المعلقين على الصحة واختصاصي التغذية بتناول بندق البرازيل كتدبيرٍ وقائي. وتعد هذه النتائج غير نهائية، ومع ذلك؛ تعتبر التحقيقات حول تأثيرات السيلينيوم على سرطان البروستاتا غير باتة.
يحتوي بندق البرازيل على أحد أعلى تركيزات حمض الفيتيك من 2 إلى 6% من الوزن الجاف. ويستطيع حمض الفيتيك منع امتصاص بعض المغذيات، الحديد بشكل أساسي، لكنه مادة بحث أيضًا وربما يحمل فوائد صحية.
على الرغم من الفوائد الصحية المحتملة للجوز، فقد قام الاتحاد الأوروبي بفرض بعض اللوائح المقيدة على الاستيراد من بندق البرازيل بقشره، حيث تحتوي القشور على مستوياتٍ عالية من الأفلاتوكسين، والذي قد يؤدي إلى التعرض لسرطان الكبد.
يحتوي بندق البرازيل على كميات قليلة من الراديوم. وعلى الرغم من كمية الراديوم فإن العنصر المشع متواجد بكمية قليلة للغاية، من 1 إلى 7 بيكو كوري/جم (40 260 بيكريل/كجم)، وأغلبها لايحتفظ بها الجسد، ويقدر بنحو 1000 مرة أعلى من الأطعمة الأخرى. ووفقًا لما صدر عن اتحاد جامعات أوك ريدج الأمريكية، وهذا ليس لأن المستويات المرتفعة من الراديوم في التربة، ولكن بسبب «نظام الجذور الكثيف للغاية للشجرة».

### استخدامات أخرى

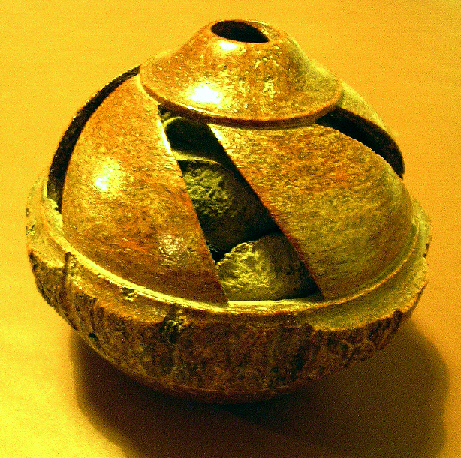
ثمرة جوز برازيلي منقوشة

بالإضافة إلى استخدامه غذاءً، فإن زيت بندق البرازيل يستخدم أيضًا زيت تشحيم في الساعات، وصناعة طلاءات الفنانين وفي صناعة أدوات التجميل.
يعتبر خشب أشجار بندق البرازيل (ليس هناك لبس مع أشجار خشب البرازيل) ذا جودة ممتازة لكن يمنع القانون قطع الأشجار في البلاد الثلاث المنتجة (البرازيل وبوليفيا وبيرو). يمثل الاستخلاص غير القانوني للأخشاب وإخلاء الأراضي خطرًا مستمرًا.
يمكن ان يستخدم كدهان موضعي لمرضى الصدفية

## وصلات خارجية
- Americas Regional Workshop (Conservation & Sustainable Management of Trees, Costa Rica, November 1996) (1998). Bertholletia excelsa. 2006 IUCN Red List of Threatened Species. IUCN 2006. Retrieved on 9 May 2006. Listed as Vulnerable (VU A1acd+2 cd v2.3)
- Peres, C.A.  [لغات أخرى]&rlm؛ وآخرون (2003). "Demographic threats to the sustainability of Brazil nut exploitation". Science. ج. 302 ع. December 19: 2112–2114. DOI:10.1126/science.1091698. PMID:14684819. {{استشهاد بدورية محكمة}}: Explicit use of et al. in: |مؤلف= (مساعدة)صيانة الاستشهاد: أسماء عددية: قائمة المؤلفين (link) صيانة الاستشهاد: أسماء متعددة: قائمة المؤلفين (link) (Overharvesting of Brazil nuts as threat to regeneration.)
- [<a href="http://www.aboutnuts.com/en/encyclopedia/brazil-nuts%22>http://www.aboutnuts.com/en/encyclopedia/brazil-nuts</a> Brazil nuts, nutrition, nuts and nut recipes]
- [<a href="http://sweetgum.nybg.org/lp/taxon.php?irn=133412%22>http://sweetgum.nybg.org/lp/taxon.php?irn=133412</a> New York Botanical Gardens Brazil Nuts Page]
- [<a href="http://news.bbc.co.uk/2/hi/science/nature/6298997.stm%22>http://news.bbc.co.uk/2/hi/science/nature/6298997.stm%5Bوصلة+مكسورة%5D</a> Brazil nuts' path to preservation, BBC News.]
- [<a href="http://news.bbc.co.uk/1/hi/science_and_environment/10105273.stm%22>http://news.bbc.co.uk/1/hi/science_and_environment/10105273.stm</a> Intensive harvests 'threaten Brazil nut tree future']
- [<a href="http://www.eoearth.org/article/Brazil_nut_(Bertholletia_excelsa%22>http://www.eoearth.org/article/Brazil_nut_(Bertholletia_excelsa</a> Brazil nut, The Encyclopedia of Earth]